# Bullion (Yvelines)
Bullion ist eine französische Gemeinde mit 1.915 Einwohnern (Stand: 1. Januar 2022) im Département Yvelines in der Region Île-de-France. Sie gehört zum Arrondissement Rambouillet und zum Kanton Rambouillet (bis 2015: Kanton Saint-Arnoult-en-Yvelines). Die Einwohner werden Bullionais genannt.

## Geographie
Bullion liegt etwa 36 Kilometer südwestlich von Paris und 13 Kilometer ostsüdöstlich von Rambouillet im Wald von Rambouillet. Die Gemeinde gehört zum Regionalen Naturpark Haute Vallée de Chevreuse.
Umgeben wird Bullion von den Nachbargemeinden Cernay-la-Ville im Norden und Nordwesten, Choisel im Norden, Pecquese im Nordosten, Bonnelles im Osten, Rochefort-en-Yvelines im Süden, Saint-Arnoult-en-Yvelines im Südwesten, Clairefontaine-en-Yvelines im Westen und La Celles-les-Bordes im Westen.

## Bevölkerungsentwicklung
| Jahr                      | 1962 | 1968 | 1975 | 1982 | 1990 | 1999 | 2006 | 2012 |
| Einwohner                 | 643  | 738  | 1303 | 1293 | 1703 | 1799 | 1944 | 1950 |
| Quelle: Cassini und INSEE |      |      |      |      |      |      |      |      |

## Sehenswürdigkeiten
Siehe auch: Liste der Monuments historiques in Bullion (Yvelines)
- Kirche Saint-Vincent, ursprünglich wohl im 10. Jahrhundert errichtet, im 16. Jahrhundert umgebaut, Monument historique
- Kapelle Sainte-Anne in der Ortschaft Moutiers
- Schloss Ronqueux
- Waschhäuser

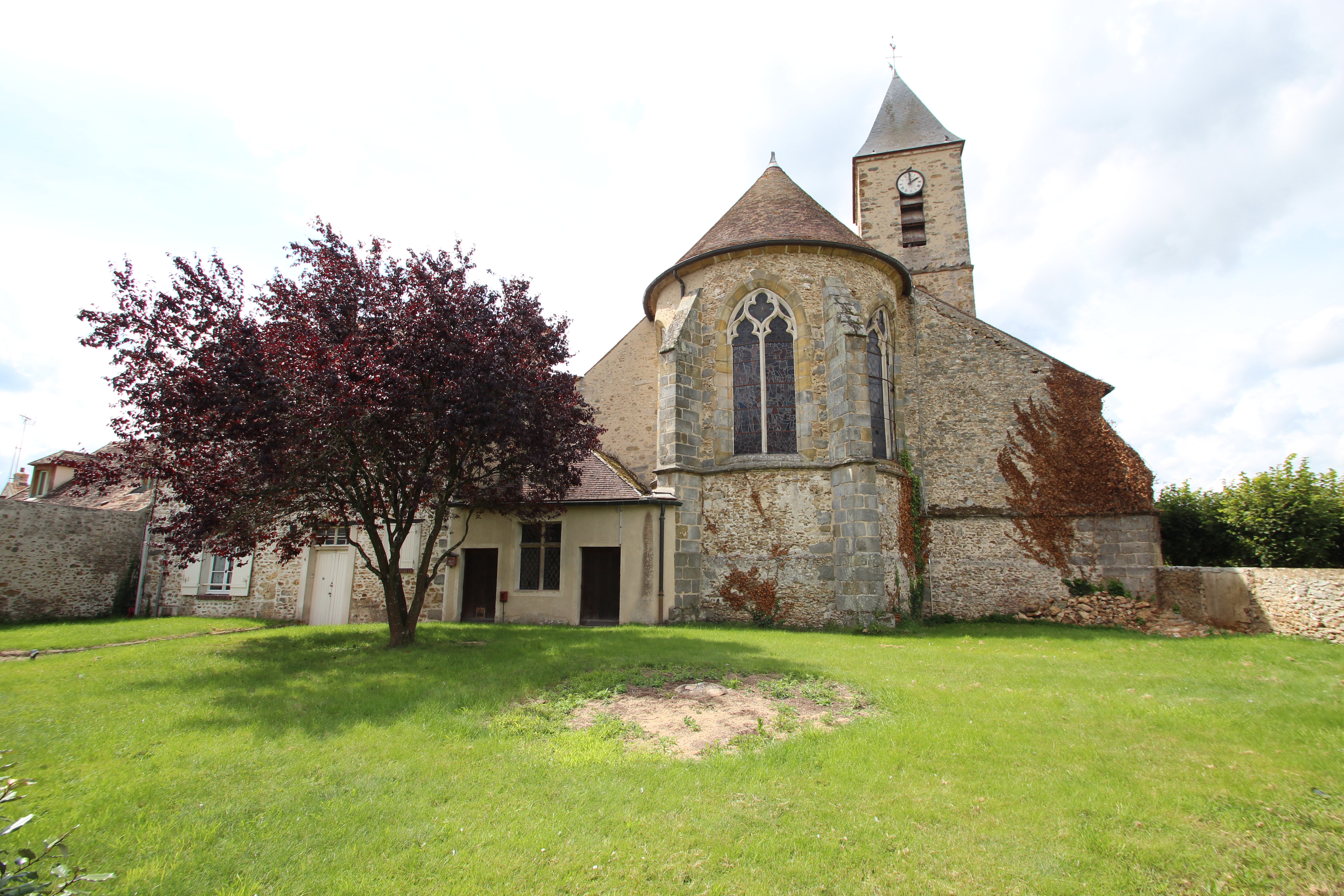
Kirche Saint-Vincent
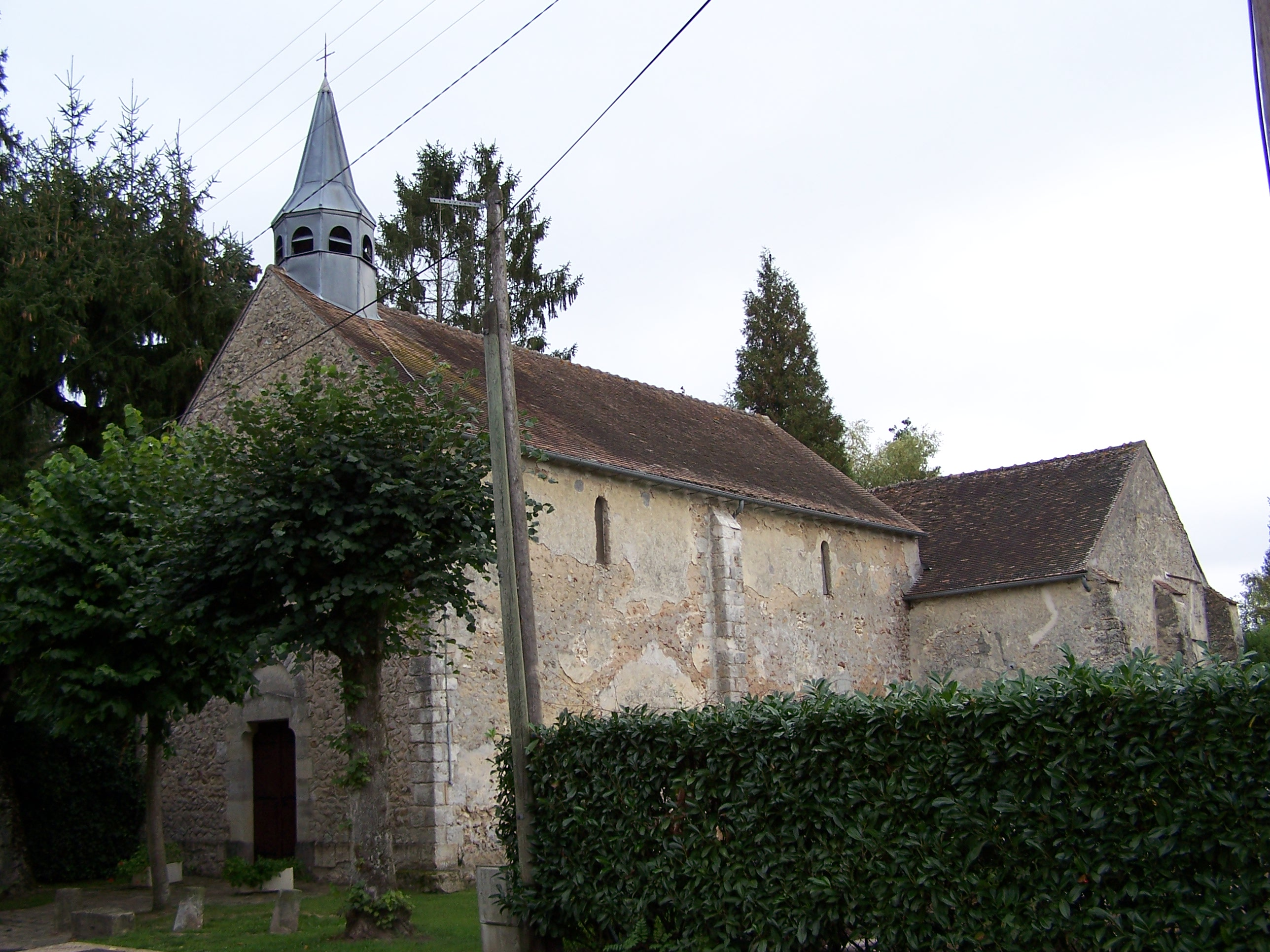
Kapelle Sainte-Anne
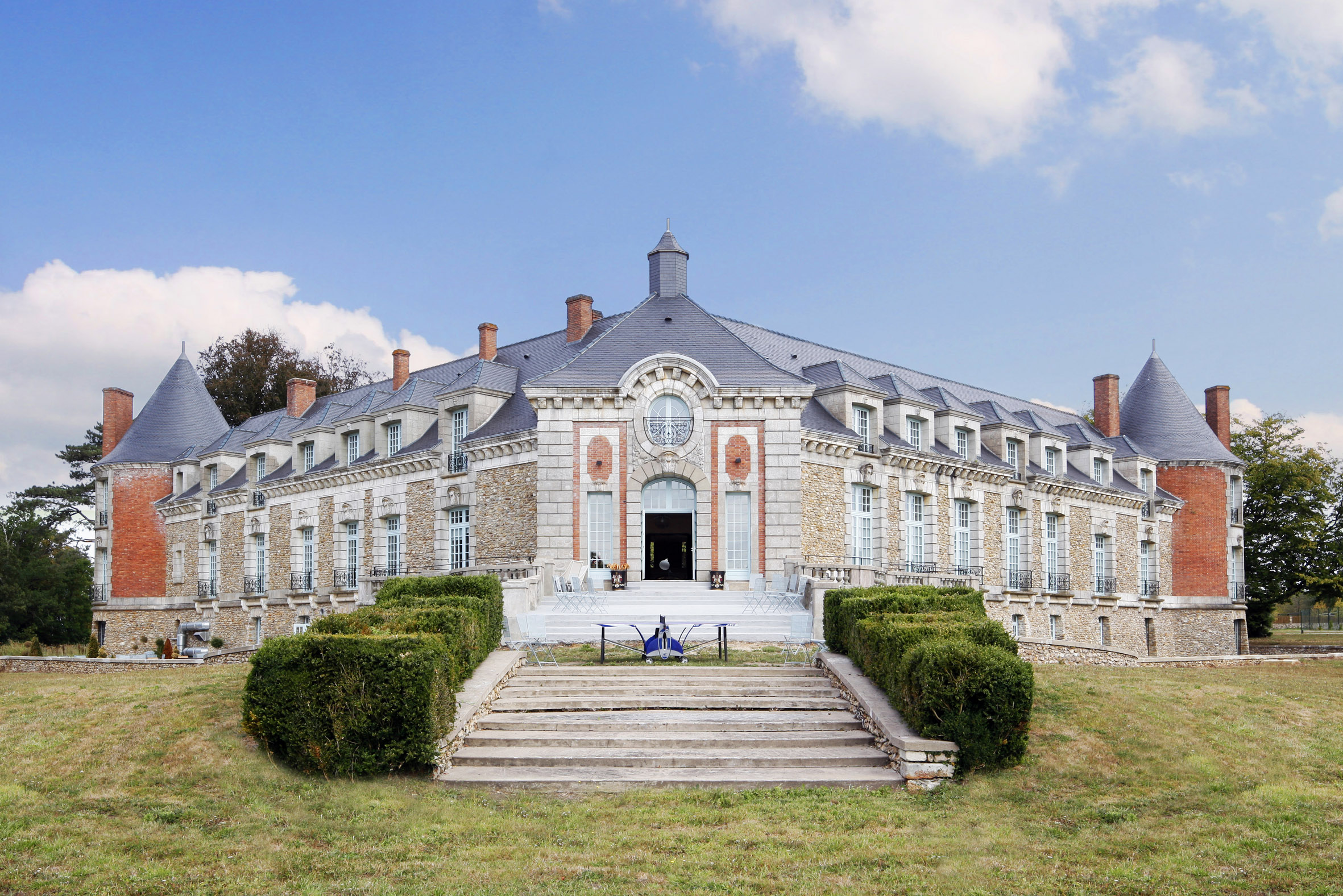
Schloss Ronqueux
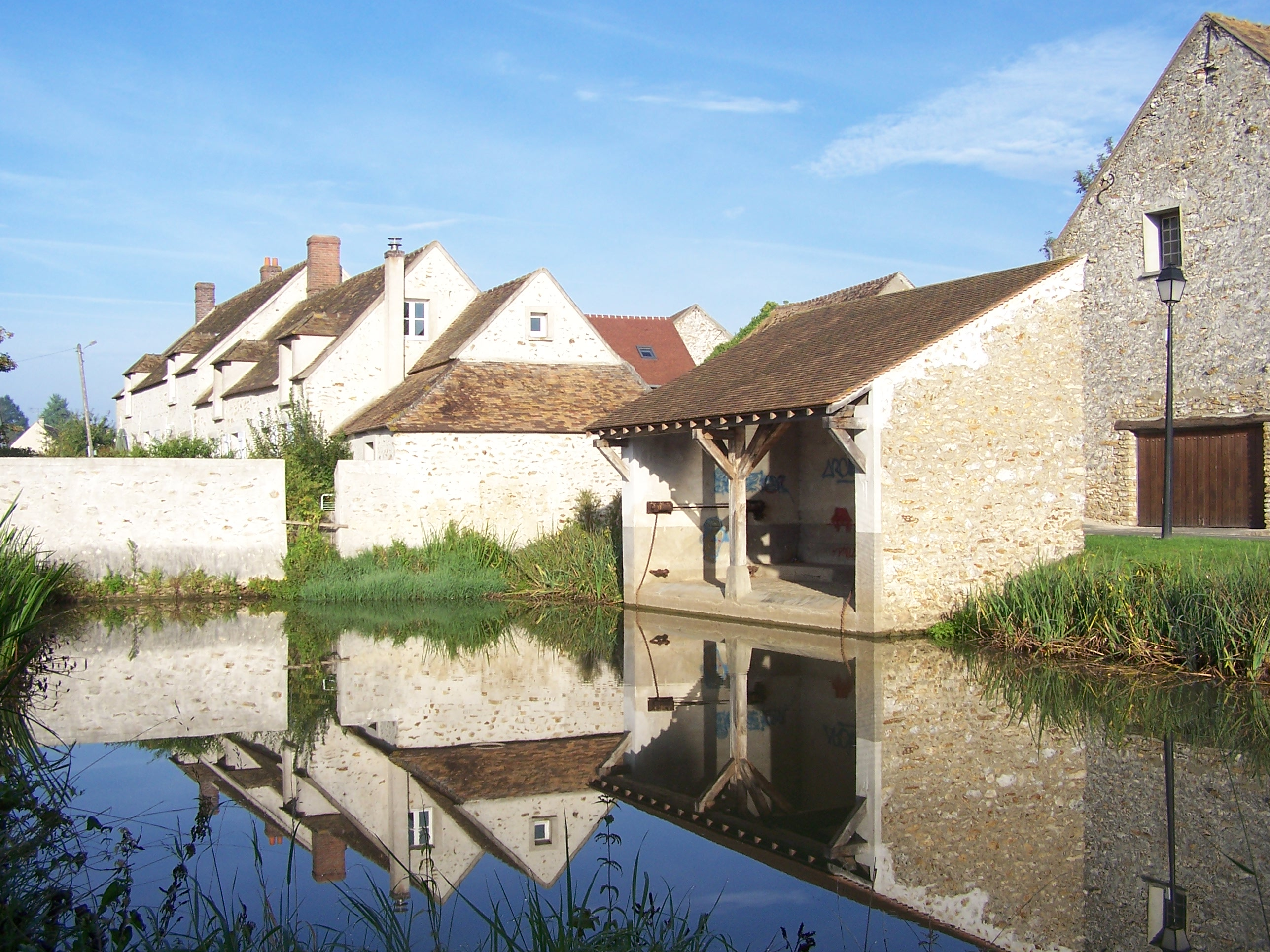
Waschhaus in der Ortschaft Longchêne

## Persönlichkeiten
- Claude de Bullion (1569–1640), Minister Ludwigs XIII., Herr über Bullion
- Roger Stanier (1916–1982), Mikrobiologe
- Robert Paragot (* 1927), Alpinist